# 入野賞
入野賞（いりのしょう、The IRINO PRIZE）は、入野義朗を記念して1981年に創設された日本の作曲賞。新進作曲家の作品のうち、「新たな方向性を指し示すもの、革新的創造性を持ったもの」を対象に贈られる。

## 概要
入野の妻で作曲家の入野禮子、および石井眞木、湯浅譲二、松平頼暁を発起人として創設された。
応募者の国籍は不問で、現在は室内楽作品と室内オーケストラ作品を公募している。室内楽作品と室内オーケストラ作品で条件が異なり、年齢制限はそれぞれ35歳、40歳、賞金額はそれぞれ20万円、50万円となっている。

## 受賞作品一覧
- 第1回 （1981年）
  - 藤田正典『"Aurora IV " for piano and orchestra』
- 第2回 （1981年）
  - 莱孝之『"Isolation" for bass clarinet & tape』
- 第3回 （1982年）
  - 細川俊夫『"Negation"for Orchestra』
- 第4回 （1983年）
  - 小藤隆志『"Like Flickering Light" for violin & piano)』
  - たかの舞俐『"Duende" for vn. cl. fl. tubuler-bells & vib.』
- 第5回 （1984年）
  - 藤枝守『"Rhetoric of Orchestra~Planetary FolkloreIV"』
- 第6回 （1985年）
  - 該当者なし
- 第7回 （1986年）
  - 松下功『"Threads of Time U" for piano and orchestra』
- 第8回 （1987年）
  - Mia SCHMIDT『Mondwein für streichquartet』
  - Cort LIPPE『Music for Sho and Harp』
- 第9回 （1988年）
  - 田中聰『"IRIS FIELD " for Orchestra』
- 第10回 （1989年）
  - 三輪眞弘『"赤ずきんちゃん伴奏器" メゾソプラノとコンピューター制作による自動ピアノのための』
- 第11回 （1990年）
  - Claudio COJANIZ『"Spheres"-Leopardi e Artaud entrano a Chatila』
- 第12回 （1991年）
  - Jia Daqun『String Quartet』
- 第13回 （1992年）
  - カスパール・ヨハネス・ワルター『Nr.1 und 2 aus"4 Stücke gegen den Stillstand" für kleines Orchester』
- 第14回 （1993年）
  - クロード・レンナース（ルクセンブルク語版）[2]『"ZENIT" for fl. ob. & s-sax.』
- 第15回 （1994年）
  - 大村久美子『RETICULATION』
- 第16回 （1995年）
  - Victor KISSIN[3]『Passe la Nuit』
  - 鈴木治行『"A Double Tour " for Piano & Violin』
- 第17回 （1996年）
  - Ignacio BACA-LOBERA『Tierra Incognita』
- 第18回 （1997年）
  - 飛田泰三『"Le Bleu du Ciel " for flute, violin & piano』
- 第19回 （1998年）
  - Ana MIHAJLOVIC-Leyden『"MUNDUS SENSIBILIS" for piano and orchestra』
- 第20回 （1999年）
  - 山口淳『String Quartet No.1』
- 第21回 （2000年）
  - Gyu-Bong YI『Axiom』
- 第22回 （2001年）
  - エマヌエーレ・カサーレ『"STUDIO No.2a" Bass Recorder and Tape』
- 第23回 （2002年）
  - シラセート・パントゥラアンポーン『"CHROMOSPHERE" for Orcheatra of 65 Musicians』
- 第24回 （2003年）
  - Boris Filanovski『"POLYPHONION" concerto after Pavel Filonov's "Formulas" for extended violin, occordion & 6 instruments』
- 第25回 （2004年）
  - ディアナ・ロタル（ルーマニア語版）『"SHAKTI " for saxophone(s) and chamber orchestra』
- 第26回 （2005年）
  - ペーター・ガーン『"ink,colours and gold on paper" for 2violins, flute,violoncello, percussion, clarinet, piano』
- 第27回 （2006年）
  - 該当者なし
- 第28回 （2007年）
  - エーヴィス・サムーティス『"Echopraxia" for string sextet』
  - ヤスナ・ヴェリチコヴィチ（英語版）『STRELKA』
  - トミ・ライサネン『STHENO』
- 第29回 （2008年）
  - 成本理香『"Trace:Komachi Shosho Michiyuki for Chamber orchestra』
- 第30回 （2009年）
  - Giovanni Enrico Lo Curto『"Etheric drama" Flute in G, for clarinet, bassoon, percussion, violin, viola and viloncello』
- 第31回 （2010年）
  - Yair Klartag『Bipolar Disorder for Chamber orchestra』
- 第32回 （2011年）
  - Rafael Nassif『“silfuetas de uma dança imaginária” for Guitar Quartet』
  - Alberto Rampani 『“Cursus Nature” for Flute, Violin, Viola, Cello and Percussion』
- 第33回 （2012年）
  - Nicolas Tzortzis『Voiceless, for 12 musicians[4]』
- 第34回 （2013年）
  - Richard Perrin『“I’Extension des dimensions”』
  - Keitaro Takahashi 『“Pentimento”』
- 第35回 （2014年）
  - Ying Wang『FOCUS AXIS – sound with Hockney[5] for Chamber orchestra』
- 第36回 （2015年）
  - Naoki Sakata『“Fossiles de Lumière”』
  - Rafael Nassif 『“musica d’incanto”』
- 第37回 （2016年）
  - Takahiro Kuroda『“There are for 12 instruments”』
- 第38回 （2017年）
  - Tak Cheung HUI『“Ring…Tree Rings”』
  - Jouni HIRVELĀ『“Atmenwerk”』
- 第39回 （2018年）
  - Marisol Jiménez『“XLIII MEMORIAM VIVERE”[6]』
- 第40回 （2019年）
  - ジェシ・ブロークマン『Und』
  - ウトク・アシュロール『Bipolar Disorder』
- 第41回 （2020年）
  - Jaime Belmont『eternal morning』
- 第42回 （2020年）
  - Marco Longo『LIGHT-LAPSE II for Chamber orchestra』
- 第43回 （2021年）
  - Demian Rudel Rey『Durant léternite de Timee』
  - Zhuosheng Jin『Voyage』